# Pachycondyla amblyops
Pachycondyla amblyops är en myrart som först beskrevs av Carlo Emery 1887.  Pachycondyla amblyops ingår i släktet Pachycondyla och familjen myror.

## Underarter
Arten delas in i följande underarter:
- P. a. amblyops
- P. a. oculatior

## Bildgalleri

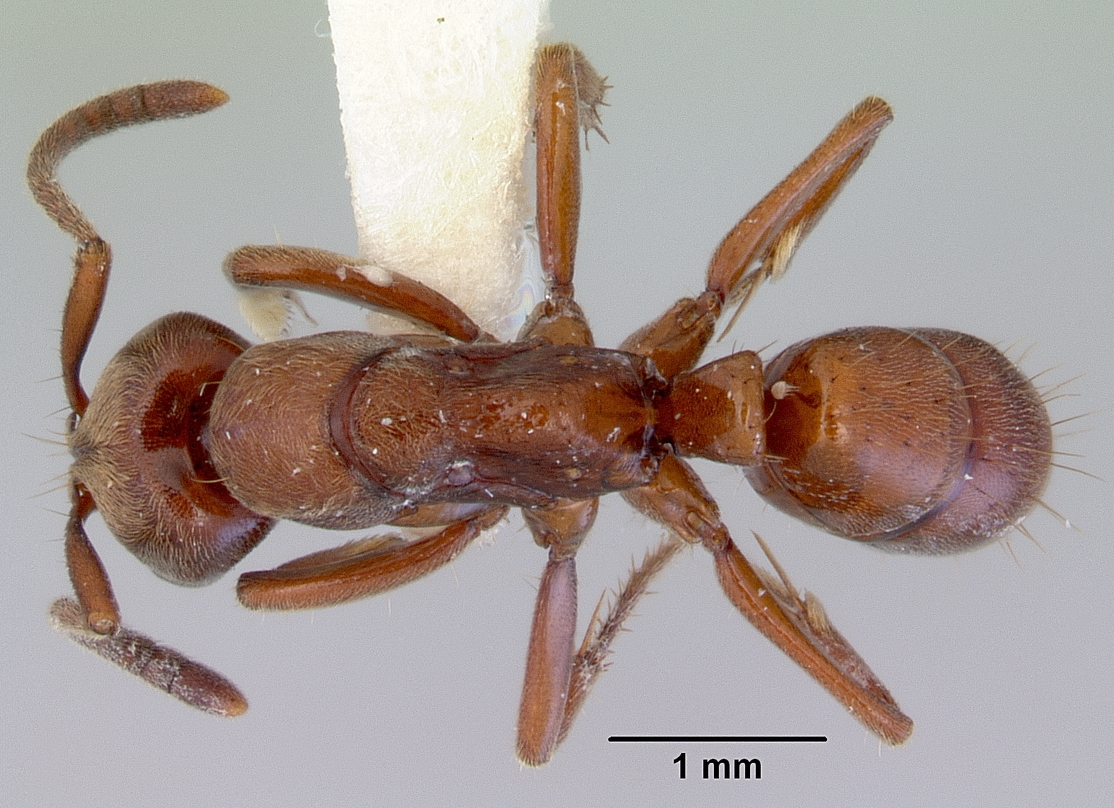
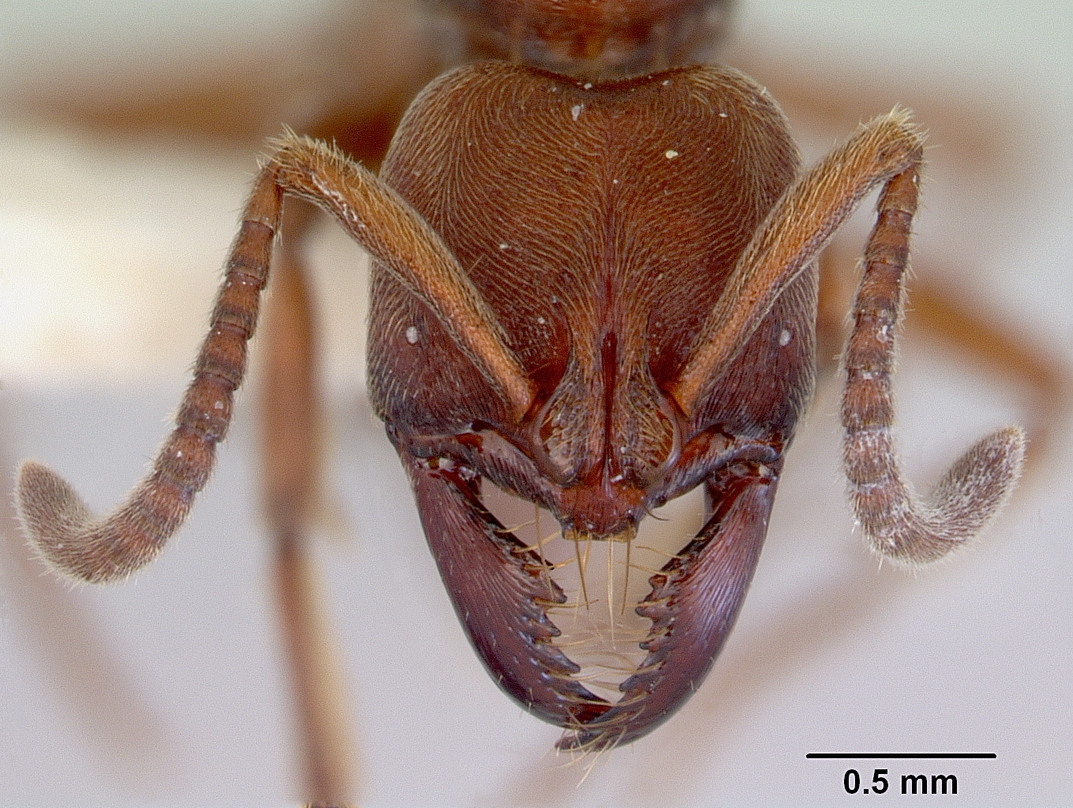
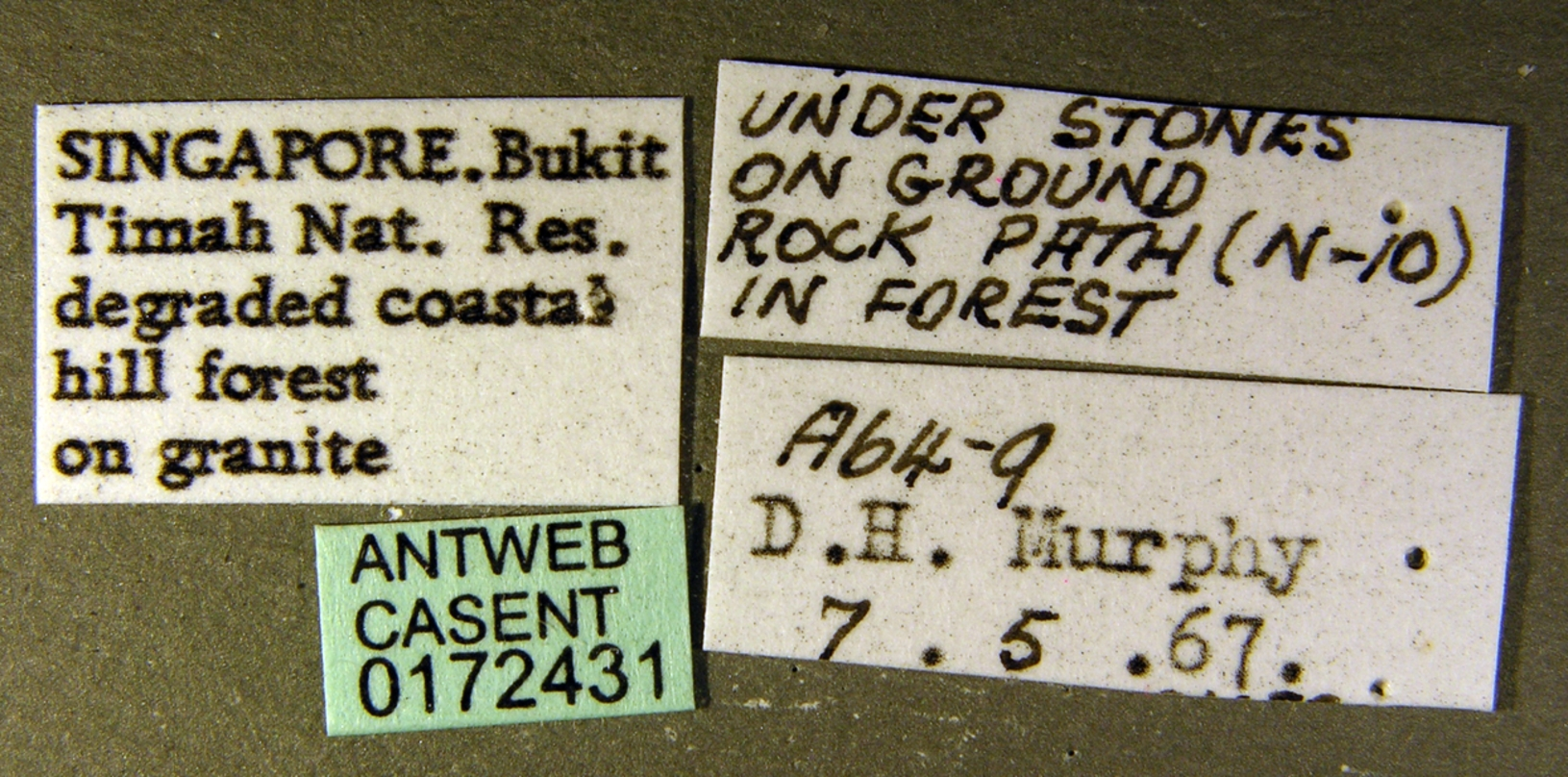
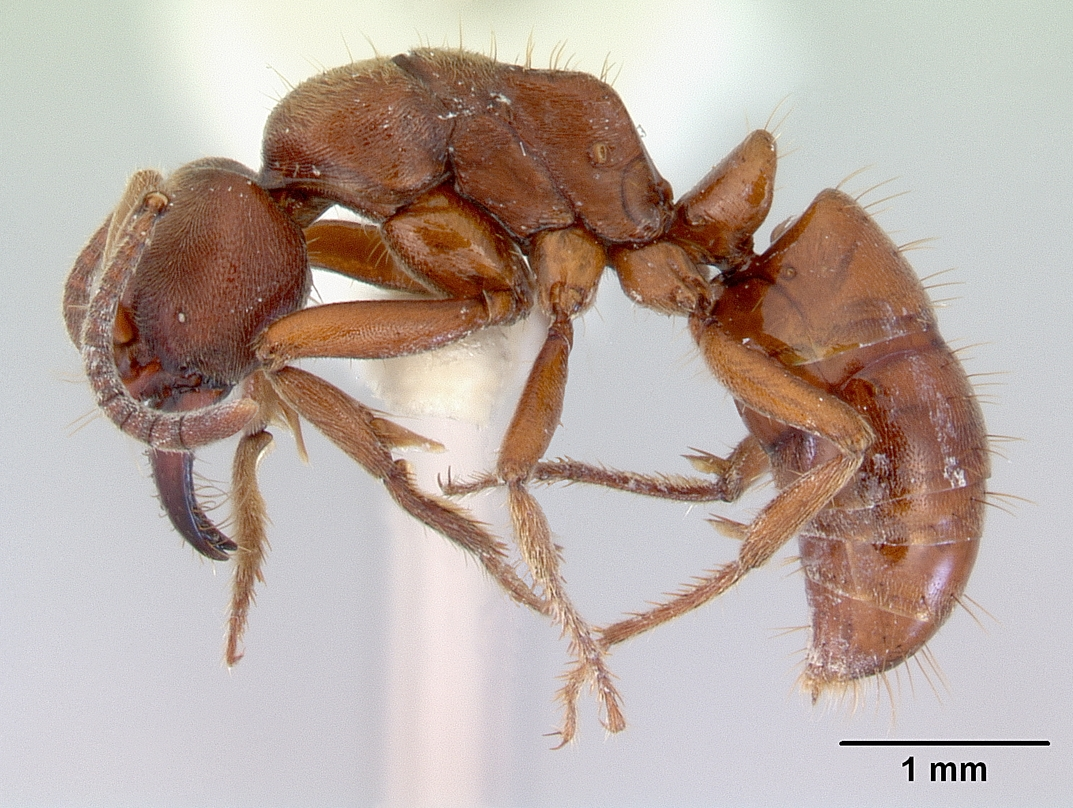